# Alken (Belgien)
Alken (Limburgisch: Alleke) ist eine belgische Gemeinde in der Region Flandern mit 11.918 Einwohnern (Stand 1. Januar 2024).
Hasselt liegt sechs Kilometer nördlich, Tongern 15 Kilometer südöstlich, Maastricht 25 Kilometer östlich, Lüttich 36 Kilometer südöstlich und Brüssel etwa 65 Kilometer westlich von Alken.
Die nächsten Autobahnabfahrten befinden sich im Norden bei Hasselt an der A13/E 313. Die Gemeinde besitzt einen Regionalbahnhof an der Bahnlinie Namur-Alken-Hasselt-Eindhoven, weitere befinden sich in Sint-Truiden, Hasselt, Bilzen und Tongern. In Lüttich und Maastricht halten auch überregionale Schnellzüge.
Maastricht Aachen Airport und Lüttich Airport sind die nächsten Regionalflughäfen und nahe der Hauptstadt Brüssel gibt es einen internationalen Flughafen.

## Persönlichkeiten
- Timo Kielich (* 1999), Radrennfahrer